# گیلد گیتار
گیلد گیتار (انگلیسی: Guild Guitar) شرکت تجهیزات موسیقی آمریکایی است، که در سال ۱۹۵۲ تأسیس شد.